# Pisa Sporting Club
Der Pisa Sporting Club srl ist ein italienischer Fußballverein aus der toskanischen Stadt Pisa.
Er wurde 1909 als Pisa Sporting Club (Pisa SC bzw. SC Pisa) gegründet, nach einer Insolvenz 1994 als Associazione Calcio Pisa bzw. AC Pisa wiedergegründet und wenig später in Pisa Calcio umbenannt. 2009 wurde der Klub als Associazione Calcio Pisa 1909 erneut neu gegründet. Seit 2021 trägt er wieder seinen ursprünglichen Namen und ist der größte Fußballverein Pisas. Der Pisa Sporting Club spielte sieben Spielzeiten in der Serie A, zuletzt 1991, war Finalist der italienischen Meisterschaft 1921 und gewann 1986 sowie 1988 den zu dieser Zeit bereits bedeutungslosen Mitropapokal. Die Heimspielstätte ist das Stadio Arena Garibaldi – Romeo Anconetani mit 14.869 Zuschauerplätzen.

## Geschichte
Der 1909 gegründete Verein spielte 1921 erstmals um die italienische Meisterschaft, verlor diese jedoch im Finale. 1965 stieg man erstmals in die Serie B auf. Nach nur drei Jahren erfolgte der Aufstieg in die Serie A, wo der Verein jedoch nur eine Saison spielte. Nach der Saison 1968/69 stieg die Mannschaft wieder in die Serie B ab.

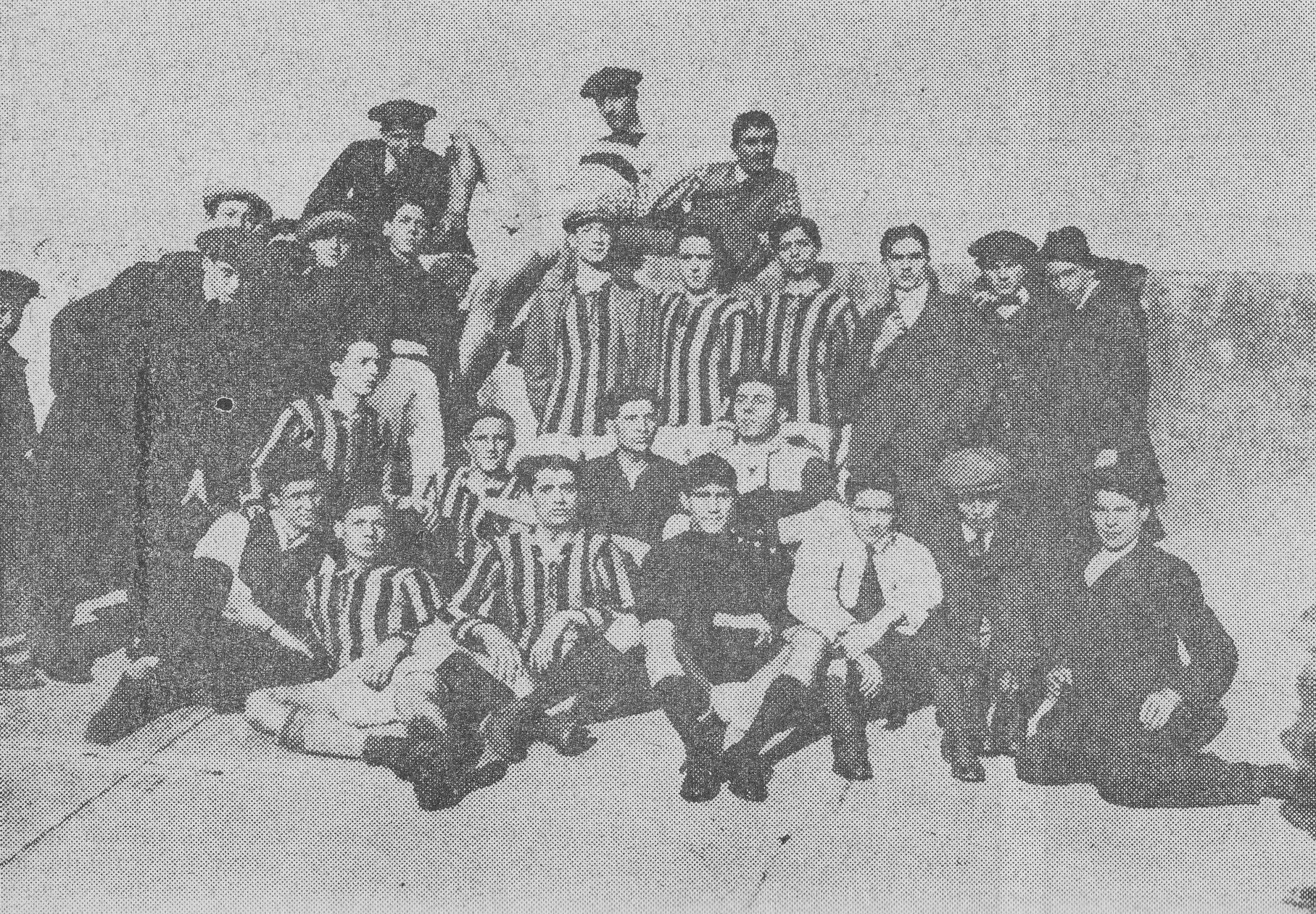
Mannschaft des Pisa SC im Gründungsjahr 1909

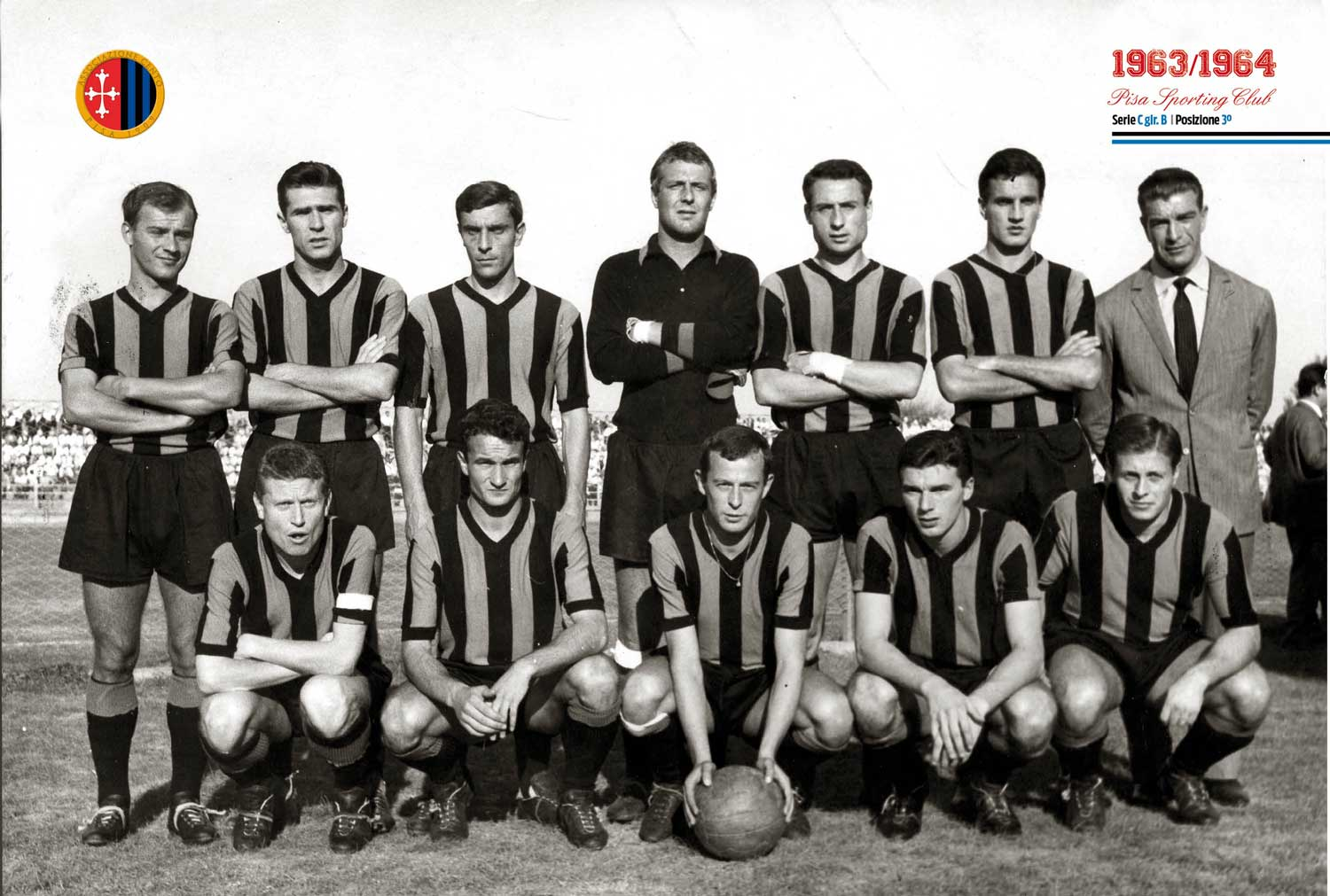
Mannschaft des Pisa SC (1963)

Kurze Zeit später fand sich der Verein in der Serie C wieder und spielte dort bis 1979, bis der Wiederaufstieg in die Serie B gelang. Wie bereits gut zehn Jahre zuvor brauchte der Verein erneut nur drei Jahre um die Serie zu erreichen. Dort verblieb der Verein sechs Jahre und erreichte dabei in der Saison 1982/83 mit dem 11. Platz den besten Saisonabschluss der Vereinsgeschichte. In der folgenden Saison musste der Verein erneut absteigen, nachdem er seine letzten drei Spiele verloren hatte. Doch nur ein weiteres Jahr später gelang 1985 erneut der Aufstieg in die Serie A, jedoch auch in diesem Fall nur für zwei Saisons, bevor der Verein erneut abstieg. 1986 und 1988 konnte der Verein den Mitropapokal gewinnen. Dem Verein gelang zwar 1989/90 der erneute Aufstieg in die Serie A, jedoch musste nach einem weiteren Abstieg 1993/94 der Verein wegen finanzieller Schwierigkeiten Insolvenz anmelden. Nach der Abwicklung des Vereins wurde dieser jedoch kurze Zeit später wiedergegründet.
In den folgenden Jahren spielte die erste Mannschaft in der Serie B und konnte im Jahr 2000 den italienischen Pokalwettbewerb der Serie C gewinnen. In der Saison 2006/07 belegte Pisa nach der abgelaufenen Saison den dritten Tabellenplatz der Serie C1 und spielte damit in den Aufstiegsplayoffs. Dort erreichte Pisa über den SSC Venedig (1:1/3:1) das Finale, in welchem man auf die AC Monza traf. Nachdem das Auswärtsspiel durch einen Elfmeter in der 75. Minute verloren wurde, gewann man jedoch das Rückspiel in Pisa mit 2:0 und spielte damit in der Saison 2007/08 in der Serie B. Die Mannschaft belegte den 6. Rang in der zweithöchsten Spielklasse, womit sie sich für die Play-offs um den Aufstieg in die Serie A qualifizieren konnten. In zwei Partien unterlag Pisa gegen die US Lecce und verpasste somit den Aufstieg. In der darauffolgenden Spielzeit stieg der Verein als drittletzter der Liga in die drittklassige Lega Pro Prima Divisione ab. Aufgrund der Zahlungsunfähigkeit des Vereins stellte dieser einen Insolvenzantrag und startete zur Saison 2009/10 als AC Pisa 1909 einen Neuanfang in der Serie D. Nach nur einer Spielzeit gelang mit dem Aufstieg in die viertklassige Lega Pro Seconda Divisione die Rückkehr in den Profifußball.
Im August 2010 wurde der Verein aufgrund der Zwangsabstiege diverser Klubs in der Lega Pro Prima Divisione (dritthöchste Liga in Italien) eingestuft, wo er sich in den folgenden Jahren halten konnte. Vor der Saison 2015/16 gab die AC Pisa mit Gennaro Gattuso die Verpflichtung eines prominenten Trainers bekannt. In den Play-offs zum Aufstieg in die Serie B der Spielzeit 2015/16 setzte sich der Verein durch und spielte damit in der Saison 2016/17 erstmals wieder seit 2008/09 in der Serie B. Nach nur sechs Siegen in 42 Partien folgte am Saisonende der direkte Wiederabstieg. Seit der Saison 2019/20 spielt der mittlerweile als Pisa Sporting Club firmierende Verein ununterbrochen in der Serie B.
In der Saison 2024/25 gelang unter Trainer Filippo Inzaghi der Aufstieg in die höchste Spielklasse Serie A, in der man zuletzt in der Saison 1990/91 gespielt hatte. Inzaghi verließ den Club und Ende Juni 2025 wurde Alberto Gilardino neuer Cheftrainer in Pisa.

## Erfolge
- Mitropapokal (2): 1985/86, 1987/88

## Ehemalige Spieler
- Massimiliano Allegri
- Edgar Álvarez
- Klaus Bachlechner
- Klaus Berggreen
- Sergio Bertoni
- Alessandro Birindelli
- Ciro Capuano
- José Ignacio Castillo
- José Chamot
- Giuseppe Chiappella
- Virginio De Paoli
- Carlos Dunga
- Marco Ferrante
- Andrea Fortunato
- Wim Kieft
- Henrik Larsen
- Michele Padovano
- Ivan Radovanović
- Patrizio Sala
- Walter Schachner
- Diego Simeone
- Marco Tardelli
- Christian Vieri

## Ehemalige Trainer
- Eugenio Bersellini
- Antonio Cabrini
- Ilario Castagner
- Giuseppe Chiappella
- Vincenzo Guerini
- Mircea Lucescu
- Giuseppe Materazzi
- György Orth
- Enzo Robotti
- Omero Tognon
- Lauro Toneatto
- Gian Piero Ventura